# Atlas Arena
Die Atlas Arena (bis August 2009 Arena Łódź) ist eine Multifunktionsarena in der drittgrößten polnischen Stadt Łódź, Woiwodschaft Łódź, welche im Juni 2009 eröffnet wurde und für verschiedene Veranstaltungsarten genutzt werden kann.

## Geschichte
Erste Pläne für die Errichtung einer neuen Multifunktionsarena in Łódź wurden bereits im Jahr 2004 diskutiert. Erste Entwürfe wurden vom Architekturbüro ATJ Architekci unter der Leitung von Jacek Kwieciński und Tomasz Kosma Kwieciński erstellt. Nach einigen Änderungen der Entwürfe wurden die Bauarbeiten schließlich am 19. Januar 2006 aufgenommen. Eröffnet wurde die Arena Łódź am 26. Juni 2009.
Im August 2009 erwarb die polnische Atlas-Gruppe für fünf Millionen Złoty (ungefähr 1,2 Millionen Euro) für fünf Jahre die Namensrechte der Arena.

## Daten und Nutzung
Die Arena besitzt eine offizielle Zuschauerkapazität von 10.049 Plätzen, welche durch zusätzliche Bestuhlung im Innenraum 13.806 Plätze erhöht werden kann. Außerdem verfügt das Stadion über elf VIP-Logen sowie 1.500 Parkplätze im Außenbereich.
In der Arena finden verschiedene Großveranstaltungen wie Konzerte und Konferenzen sowie verschiedene Sportereignisse statt. Unter anderem kann das Stadion für Basketball, Volleyball, Leichtathletik und Eishockey genutzt werden. 
Außerdem finden dort Konzerte und Events mit nationalen und internationalen Künstlern statt, unter anderem: Depeche Mode, Rammstein, Tokio Hotel, Roger Waters, Slayer, Megadeth, Shakira, Sade, Thirty Seconds to Mars, Rihanna, Andrea Bocelli, Elton John, Il Divo, Sting, Muse, Smokie, Justin Bieber, Mark Knopfler, Eric Clapton, Green Day, Iron Maiden, Leonard Cohen, System of a Down, Toto.

## Galerie

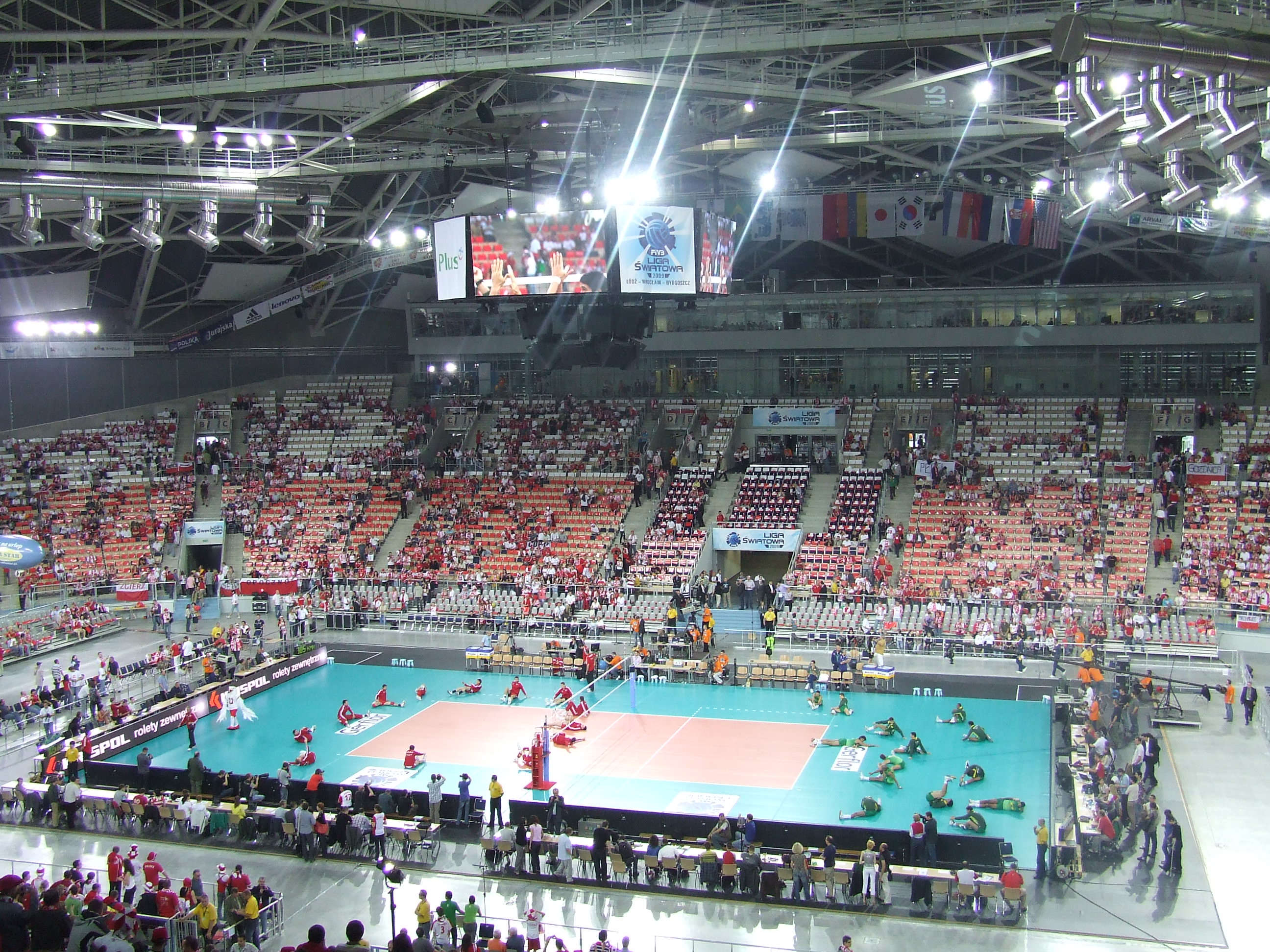
Volleyball-Weltliga-Spiel zwischen Polen und Brasilien im Juni 2009
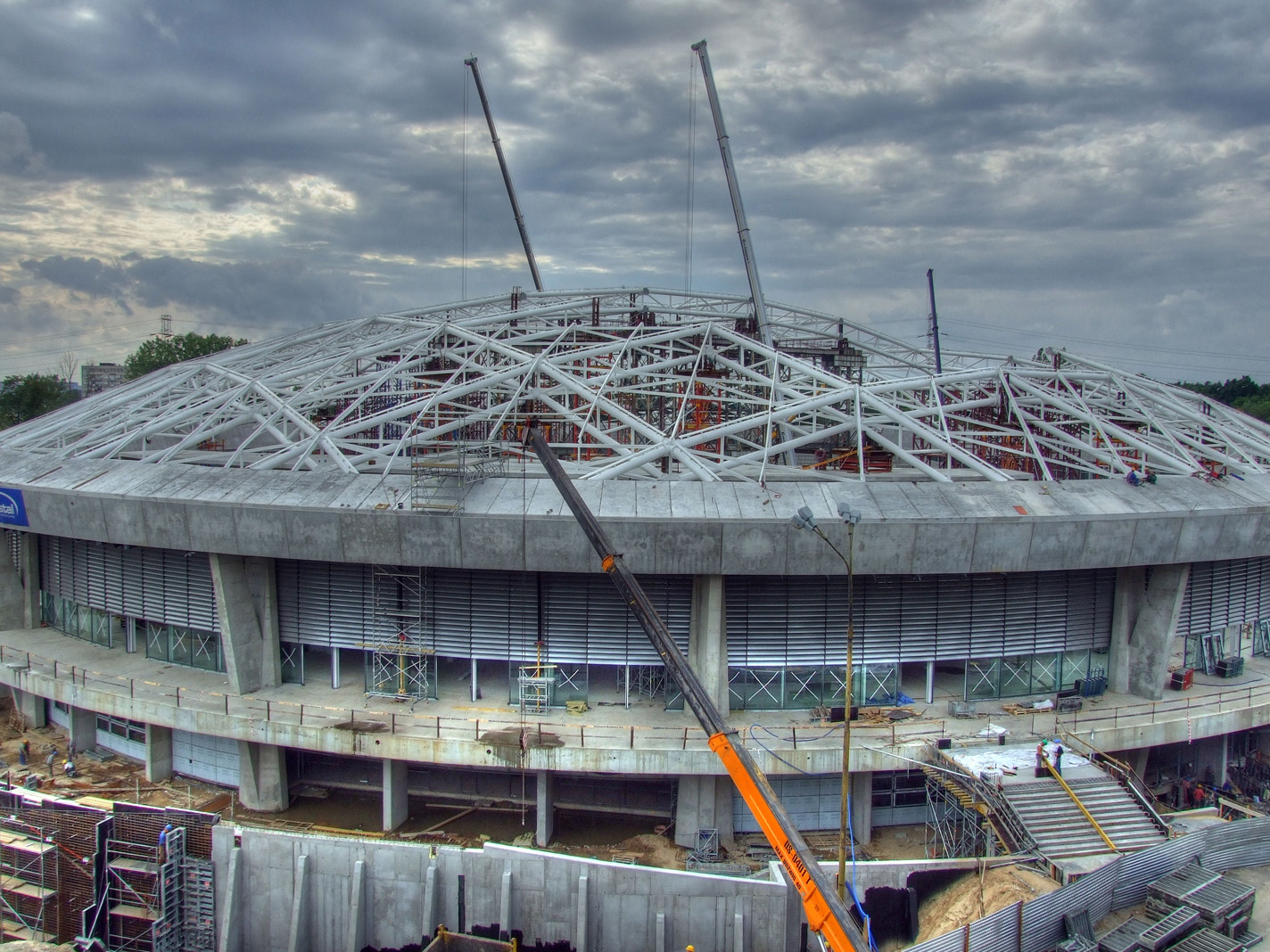
Außenansicht im Februar 2009
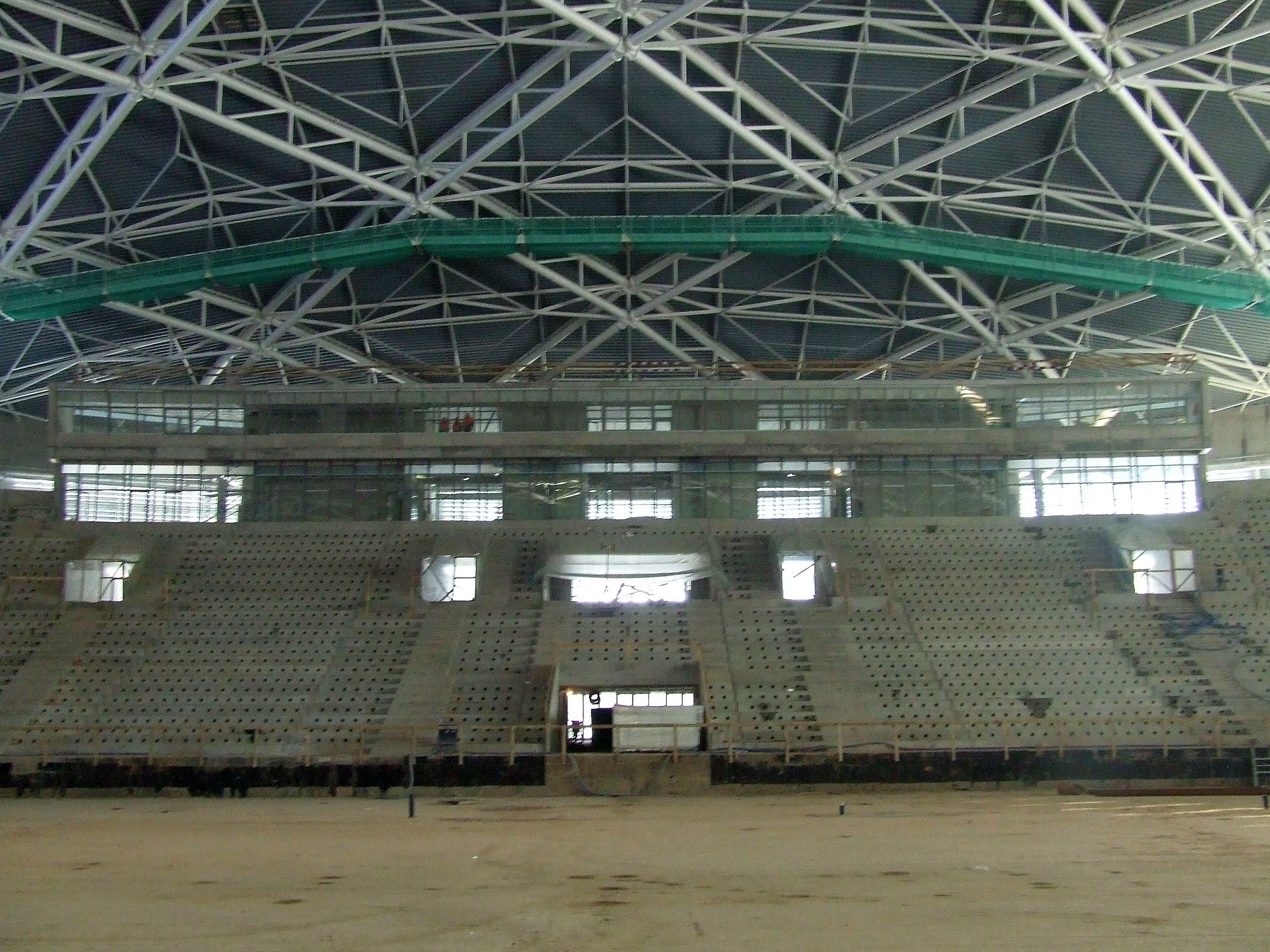
Innenraum im Mai 2009
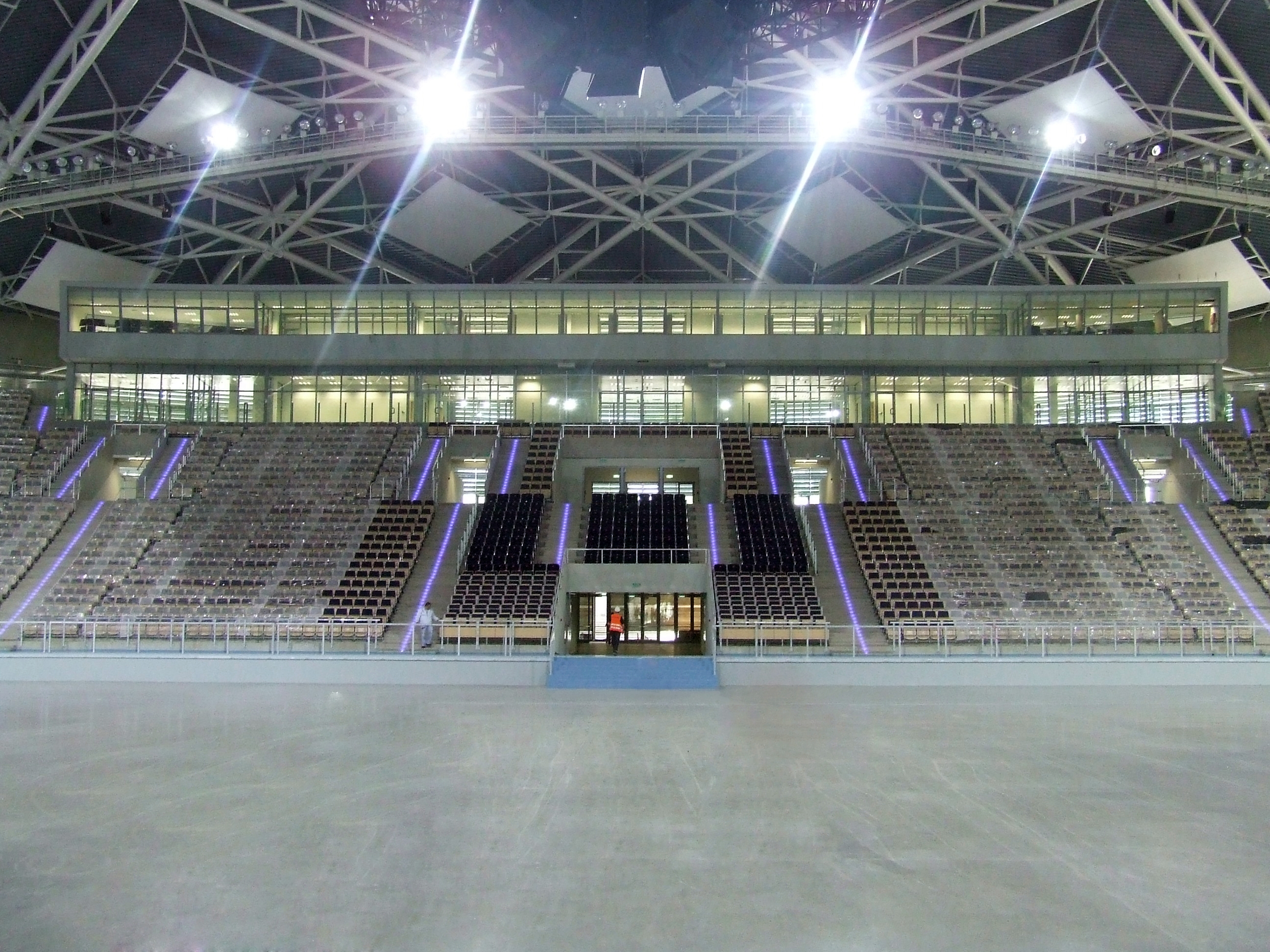
Innenraum im Mai 2009